# Castell de Montbui (Bigues)
El Castell de Montbui és un castell medieval al terme municipal de Bigues i Riells, al Vallès Oriental (Catalunya). És a tocar del límit amb Caldes de Montbui i Sant Feliu de Codines, prop de la urbanització de Castell-Montbui, al cim del turó del Castell de Montbui. És a l'extrem nord-occidental del terme biguetà. Al seu costat de llevant hi ha l'església preromànica de Sant Mateu de Montbui, edifici d'una sola nau amb un absis de planta de ferradura.

## Arquitectura
Del castell només resten alguns murs, on es veu un aparell constructiu que recorda l'estructura de l'opus spicatum. Tanmateix, es pot observar una planta en forma de trapezi, amb tot el mur nord força conservat. Al sector de ponent hi ha una cambra conservada sencera; es deu tractar d'una cisterna. L'entrada principal, molt malmesa, era a migdia. Tot i que la distribució del castell correspondria a l'època romànica, una part dels murs, d'aparell petit, irregular i poc treballat, fan pensar en el segle x.

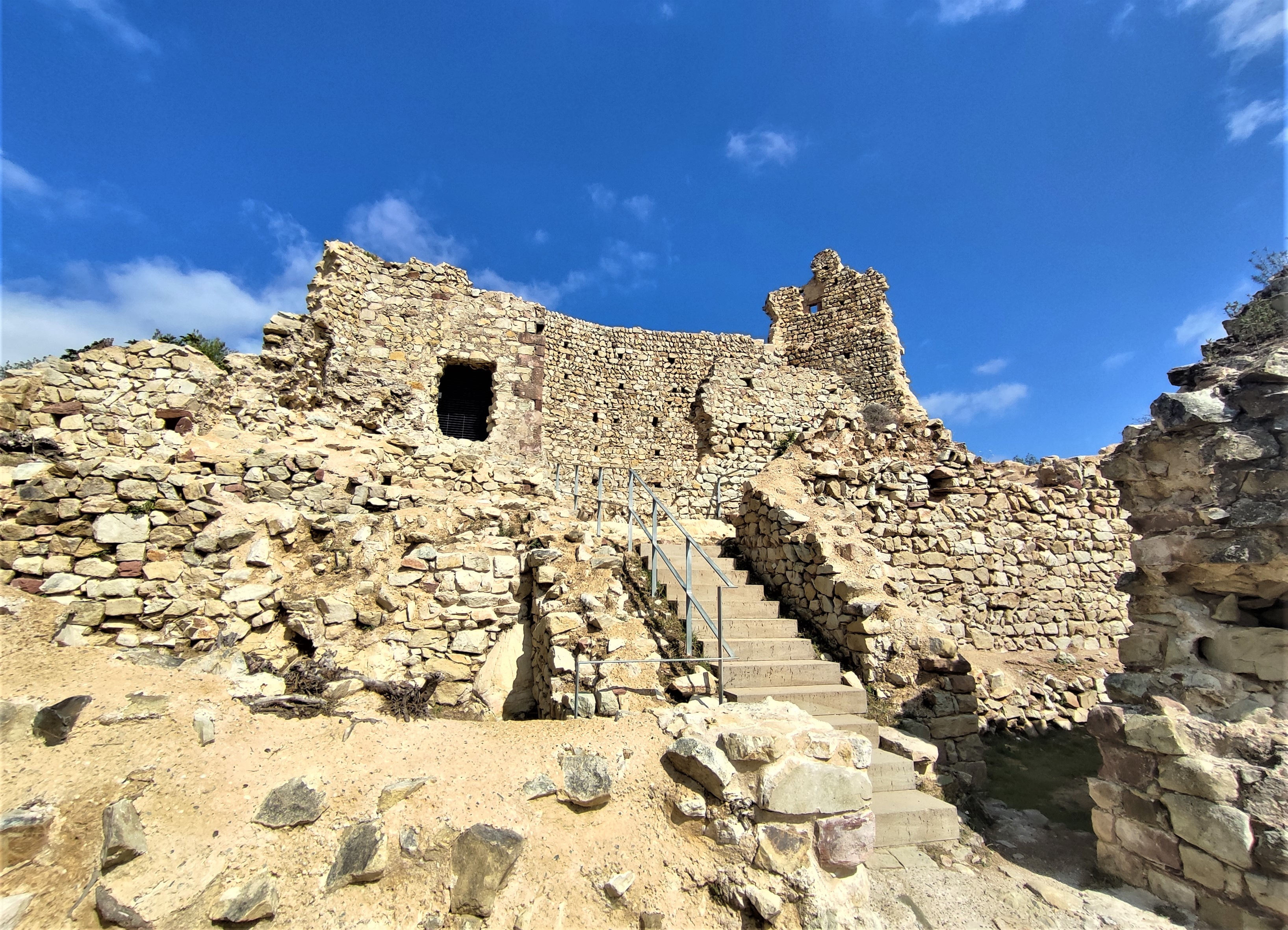
Vista general després de l'actuació arqueològica de 2017-18

A finals de 2017 i primera meitat de 2018, l'Ajuntament de Bigues i Riells, propietari del castell, en col·laboració amb la Generalitat de Catalunya i la Diputació de Barcelona, va realitzar una recerca arqueològica, en la que es descobrí la base d'una torre circular que segurament constituïa l'edifici central del primer castell. Situada a la part més alta del turó, tenia un diàmetre exterior de 8 metres i un gruix de parets de 2 metres. Al segle xiv s'hauria enderrocat la torre per a construir una presó episcopal, de la que en queden alguns paraments drets. Aquest nou edifici devia ser una fortalesa gairebé circular, més alta que ampla, amb molt poques obertures i d'una aparença segurament temible per als reus que arribaven per complir condemna. On hi havia hagut la torre s'hi va construir la sala principal, amb un gran arc de diafragma, on probablement s'hi efectuaven els judicis.

## Història
El castell, documentat des de 987, era la residència de la baronia de Montbui. El 995, els comtes de Barcelona l'assignen en feu a Gombau de Besora. Aquest morí el 1050 i traspassà el castell de Montbui a la seva filla Guisla de Besora, segona esposa de Mir Geribert, príncep d'Olèrdola. Mir estava enfrontat amb el comte de Barcelona, Ramon Berenguer I, qui s'oposà a aquest traspàs de domini, fins que l'any 1059 fan les paus i el comte donà en alou a Mir Geribert les terres que formarien la baronia de Montbui. Aquestes terres eren les parròquies de Sant Pere de Bigues, Sant Esteve de Palaudàries, Sant Mateu de Montbui, Sant Feliu de Codines, Santa Eulàlia de Ronçana, Sant Genís de l'Ametlla, Sant Andreu de Samalús i una part de l'actual parròquia de Santa Maria de Caldes de Montbui.
Més tard en foren propietaris els Bell-lloc, senyors de la Roca del Vallès, els Cabanes, i Pere de Sentmenat, que el 1178 el comprà a Ramon de Cabanes. El 1240 passà sota domini del bisbe de Barcelona, qui manà reconstruir-lo el 1308.
Aquesta reconstrucció va consistir en l'enderroc de la torre inicial i la construcció d'una presó episcopal, on eren retinguts els clergues del bisbat de Barcelona que havien comès algun delicte o aquells criminals laics que estaven sota la jurisdicció episcopal.
Entre 1381 i la fi del segle xv la propietat s'alterna entre la corona i altres nobles com Ramon de Planella o Ramon de Torrelles, senyor de la Roca del Vallès. Finalment, el 1490 hi va haver un canvi de jurisdicció, i la baronia de Montbui va passar, pel Privilegi de l'Entrega, a la jurisdicció del Consell de Cent de Barcelona, que considerà l'indret «carrer de Barcelona». La nova jurisdicció suposava pagar una redempció al baró i formar el seu propi govern (el Consell de la Baronia), que va trigar a funcionar correctament. Amb tot, els Torrelles van mantenir la possessió del castell i, més tard, el van passar als Sentmenat.
Els consellers de Barcelona, van mantenir la baronia fins al 1714, quan va ser traspassat a la corona borbònica. Va córrer la mateixa sort que la majoria de castells catalans després de la Guerra de Successió: l'enderroc. El castell es va abandonar, i el 1833 consta que és en ruïnes. L'any 1949 va ser declarat Bé Cultural d'Interès Nacional en un decret que declarava totes les restes dels castells de l'estat patrimoni històric estatal.